# ماریو اگیمن
ماریو اگیمن (انگلیسی: Mario Eggimann؛ زادهٔ ۲۴ ژانویهٔ ۱۹۸۱) یک بازیکن فوتبال اهل سوئیس است.
وی همچنین در تیم ملی فوتبال سوئیس بازی کرده‌است.